# MS Zaandam
 (juillet 2010).
Le MS Zaandam est un navire de croisière de la société Holland America Line. Il porte le nom de la ville des Pays-Bas : Zaandam près d'Amsterdam.
Le MS Zaandam est le sister-ship du MS Volendam.

## Histoire
Le navire est connu pour avoir été le lieu de décès, le 27 mars 2020, de 4 passagers atteints de la Covid-19.[réf. nécessaire]

## Ponts
Le Zaandam dispose de 10 ponts :
- pont 1 : Dolphin
- pont 2 : Main
- pont 3 : Lower Promenade
- pont 4 : Promenade
- pont 5 : Upper promenade
- pont 6 : Verandah
- pont 7 : Navigation
- pont 8 : Lido
- pont 9 : Sport
- pont 10 : Sky

### Pont 1 - Dolphin
Le pont « Dolphin » dispose de :
- Infirmerie
- Cabinet médical
- Laverie
- Reception

### Pont 2 - Main
Le pont « Main » dispose de :
- Laverie

### Pont 3 - Lower promenade
Le pont « Lower Promenade » dispose de :
- Bureau du directeur de l'hôtel
- Atrium
- Laverie

### Pont 4 - Promenade
Le pont « Promenade » dispose de :
- Theatre « Frans Hals »
- Galerie photos
- Boutique photos
- Atrium
- Bureau des excursions
- Galerie d'art
- Bar « Wine teasting »
- Centre d'art culinaire
- Theatre « Wajang »
- Grill « Pinnacle »
- Cuisine principale
- Restaurant « Rotterdam »

### Pont 5 - Upper promenade
Le pont « Upper Promenade » dispose de :
- Théâtre « Frans Hals » (Balcon)
- Boutique
- Atrium
- Bar « Ocean »
- Casino
- Bar du casino
- Piano bar
- Galerie d'art
- Café « explorations »
- Salon « explorer's »
- Salon « king's »
- Restaurant « Rotterdam »

### Pont 7 - Navigation
Le pont « Navigation » dispose de :
- Salon « Neptune »

### Pont 8 - Lido
Le pont « Lido » dispose de :
- Centre de fitness
- Suite thermale
- Sauna
- Salon de massage
- Salon de beauté
- Grill « Terrasse »
- Piscine
- Bar « Lido »
- Restaurant « Canaletto »
- Piscine avec vue sur mer

### Pont 9 - Sport
Le pont « Sport » dispose de :
- Dôme de la piscine
- Court de tennis
- Terrain de basketball
- Video arcade
- Club « HAL »

### Pont 10 - Sky
Le pont « Sky » dispose de :
- Piscine
- Terrasse « The Oasis »

## Honneur
L'astéroïde (277118) Zaandam est nommé en son honneur.